# Permochoristidae
Permochoristidae (лат.) — парафилетическое семейство вымерших насекомых из отряда скорпионниц (Mecoptera). Включает в себя около 40 родов и свыше 150 видов. Находки известны с территории Евразии, Австралии, Южной Африки, Северной и Южной Америки. Было широко распространено в пермском периоде, затем в триасе разнообразие и численность представителей семейства резко снижаются, последние вымирают в юрском периоде. Некоторые представители семейства обладали длинными хоботками.

## Синонимы
В синонимику семейства входят следующие названия:
- Caenoptilonidae Zalessky, 1933
- Eosetidae Tindale, 1945
- Idelopanorpidae Zalessky, 1929
- Petrochoristidae Willmann, 1989
- Protopanorpidae Handlirsch, 1937
- Tychtodelopteridae Ponomarenko, 1977
- Tychtopsychidae Martynova, 1958
- Xenochoristidae Riek, 1953

## Классификация
Семейство разделяют на 4 вымерших подсемейства, также в него включают 5 вымерших родов вне подсемейств:
- Роды incertae sedis
- Подсемейство Agetopanorpinae Carpenter, 1930
- Подсемейство Permochoristinae Tillyard, 1917
- Подсемейство Pseudonannochoristinae Novokshonov, 1994
- Подсемейство Sylvopanorpinae Novokshonov, 1997